# Anales del Jardín Botánico de Misuri
Annals of the Missouri Botanical Garden es una revista científica de Botánica con revisión por pares, establecida en 1914 por el Missouri Botanical Garden y aún publicada cuatrimestralmente por la Missouri Botanical Garden Press. Su apelativo se abrevia en citas como Ann. Missouri Bot. Gard. o como Ann. Mo. Bot. Gard.
Entre los científicos que han publicado en las revista, figuran: Frank Almeda, Arne Anderberg, Michael Balick, Spencer Barrett, Brian Boom, Dennis Breedlove, Birgitta Bremer, Kåre Bremer, Mark Chase, Peter Crane, Thomas Croat, Thomas Daniel, Gerrit Davidse, Laurence Dorr, Robert Dressler, Linda Escobar, Else Marie Friis, Roy Gereau, Lynn Gillespie, Peter Goldblatt, Victoria Hollowell, Chris Humphries, Charlie Jarvis, Walter Judd, Robert Merrill King, Sandra Knapp, Porter Lowry, John MacDougal, Bassett Maguire, James Mallet, Lucinda McDade, Gordon McPherson, Scott Mori, Jeffrey Palmer, Peter Raven, Susanne Renner, Harold Robinson, Vincent Savolainen, Laurence Skog, Erik Smets, Douglas Soltis, Pamela Soltis, Robert Soreng, Julian Alfred Steyermark, Wolfgang Stuppy, Kenneth Sytsma, Warren L. Wagner, Dieter Wasshausen, Maximilian Weigend, Henk van der Werff, Ben-Erik van Wyk, etc.